# Toni Costa
Toni Costa, all'anagrafe Giovanni Antonio Costa (Padova, 15 ottobre 1935 – Padova, 27 aprile 2013), è stato un artista italiano tra i cofondatori del Gruppo N ed esponente dell'arte programmata e cinetica italiana.

## Biografia
Nel 1960 è tra i cofondatori con Alberto Biasi, Ennio Chiggio, Edoardo Landi e Manfredo Massironi del Gruppo N di Padova. In un testo programmatico che verrà redatto nel 1961 questi artisti si dichiarano “disegnatori sperimentali”, liberi da programmi o tendenze artistiche e accomunati nella ricerca di una nuova definizione dell’arte che inglobi pittura, scultura, architettura e prodotto industriale.
Le attività del gruppo sono strettamente correlate e numerose sono le opere realizzate collettivamente, nel rifiuto della personalità individuale. Il gruppo si oppone alla figura dell'artista - demiurgo (considerato retaggio della critica idealista e spiritualista) e spesso i membri svolgono lavoro in collettivo. I componenti del gruppo si autodefiniscono "operatori visivi" e indagano scientificamente il mondo della percezione, riferendo le proprie ricerche ai teorici della Gestaltpsychologie (psicologia della forma); soggetto attivo dell'arte è considerato il fruitore, non più contemplante, ma attore del fare artistico tanto quanto i progettisti dell'opera. Chi operava con la comunicazione visiva non è considerato molto diverso da tutti coloro che agivano all'interno del ciclo produttivo delle merci: lavoro intellettuale e lavoro manuale erano considerati di pari dignità, essendo il lavoro degli intellettuali quello di operai della conoscenza.
Nel 1960 Costa partecipa alla prima mostra allestita a Padova dal Gruppo N dal titolo "Mostra chiusa. Nessuno è invitato a intervenire" che invita in maniera provocatoria i visitatori a non assistervi, a cui segue nel 1961 la "Mostra del pane". Le due mostre sono caratterizzate da una volontà di provocazione radicale intesa a mettere in discussione l’opera d’arte e la figura dell’artista, consacrati all'ideale del bello, ad un consumo elitario e alla mercificazione. È in questo periodo che Costa inizia a sviluppare parallelamente ad Alberto Biasi le opere cinetico-visive che lo caratterizzeranno, le Dinamiche visuali composte da torsioni di lamelle in tessuto o PVC su tavola, capaci di creare effetti percettivi che variano con lo spostamento dello spettatore.
Nel 1961 e nel 1962 è presente alla mostre Nove Tendencije (Nuove Tendenze) e Nove Tendencije II organizzate alla Galerija Suvremene Umjetnosti di Zagabria e che contribuirono a rendere l'arte cinetica nota internazionalmente.
Nel 1962 partecipa con il Gruppo N ed il Gruppo T all'esposizione Arte programmata organizzata per conto della Olivetti da Bruno Munari e Giorgio Soavi, corredata da un catalogo firmato da Umberto Eco. La mostra è pensata per essere esposta nei negozi Olivetti di Milano, Venezia e Roma, ma viene in seguito riproposta presso altre gallerie ed istituzioni in Europa e negli Stati Uniti. Nel 1965 partecipa alla grande mostra dedicata all'arte cinetica e programmata The Responsive Eye al MoMA di New York. Una "dinamica visuale" di Costa venne in seguito acquistata dal museo entrando a far parte della collezione permanente.
Ma Costa ed il resto del gruppo soffrirono di una marginalizzazione dalla critica già a partire dalla 32ª Biennale di Venezia del 1964 cui avevano partecipato con un’installazione di luci e musica elettronica, nuovi linguaggi offuscati dall'esordio della Pop Art e dall'Arte Povera. Nel 1964 Costa, Chiggio e Landi inviarono al Gruppo una "lettera anonima" che invitava al suo scioglimento. Il gruppo era agitato da incomprensioni individuali, dalle difficoltà a collocarsi all'interno del mercato dell'arte e dalla difficoltà stessa di ricercare collettivamente e si sciolse definitivamente nel 1965. Negli anni seguenti allo scioglimento del Gruppo N, Toni Costa abbandona quasi completamente la sua attività di artista pur partecipando, oltre a diverse collettive, ad alcune esposizioni personali: alla Galleria Waddel di New York e alla Galleria Barozzi di Venezia nel 1969, e alla Galleria Lorenzelli di Milano nel 1973.
Durante gli anni Duemila Costa ed il Gruppo N sono stati oggetto di una riscoperta da parte della critica. In Italia è stata in particolare la Gnam di Roma a organizzare la mostra "Arte programmata e cinetica" nel 2012. Nello stesso anno il New Museum of Contemporary Art di New York ha organizzato la mostra "Ghosts in the machine", seguita nel 2013 dalla mostra "Percezione e Illusione: Arte Programmata e Cinetica italiana" del Museo de Arte Contemporáneo di Buenos Aires.

## Opere nei musei
- Museum of Modern Art (MoMA), New York[20]
- Museo de Arte Contemporáneo, Buenos Aires[21]
- Muzej Suvremene Umjetnosti (MSU), Zagabria
- Rose Art Museum, Massachusetts[22]
- Brooklyn Museum, New York[23]
- Museum Moderner Kunst Stiftung Ludwig Wien (MUMOK), Vienna[24]
- Galleria Nazionale d'Arte Moderna e Contemporanea, Roma[25]